# Hauptsynagoge (Frankfurt am Main)

Die Hauptsynagoge in der Börnestraße, 1885 (Photochrom)

Die Hauptsynagoge in der Börnestraße, der früheren Judengasse in Frankfurt am Main, war das Zentrum der liberalen jüdischen Reformbewegung in der Stadt. Sie wurde ab 1855 erbaut und am 23. März 1860 eingeweiht. Nach den Vorgängerbauten von 1462 und 1711 war es die dritte Synagoge an dieser Stelle.
Während der Novemberpogrome von 1938 wurde die Hauptsynagoge, wie auch die anderen Synagogen in Frankfurt, in Brand gesetzt. Die ausgebrannte Ruine der Hauptsynagoge wurde im Januar 1939 abgerissen und ihre Steine zum Bau einer Mauer zur Einfriedung des Hauptfriedhofs verwendet. Heute erinnert eine Gedenktafel an der Rückseite des Hauses Kurt-Schumacher-Straße 41 an sie.

## Lage

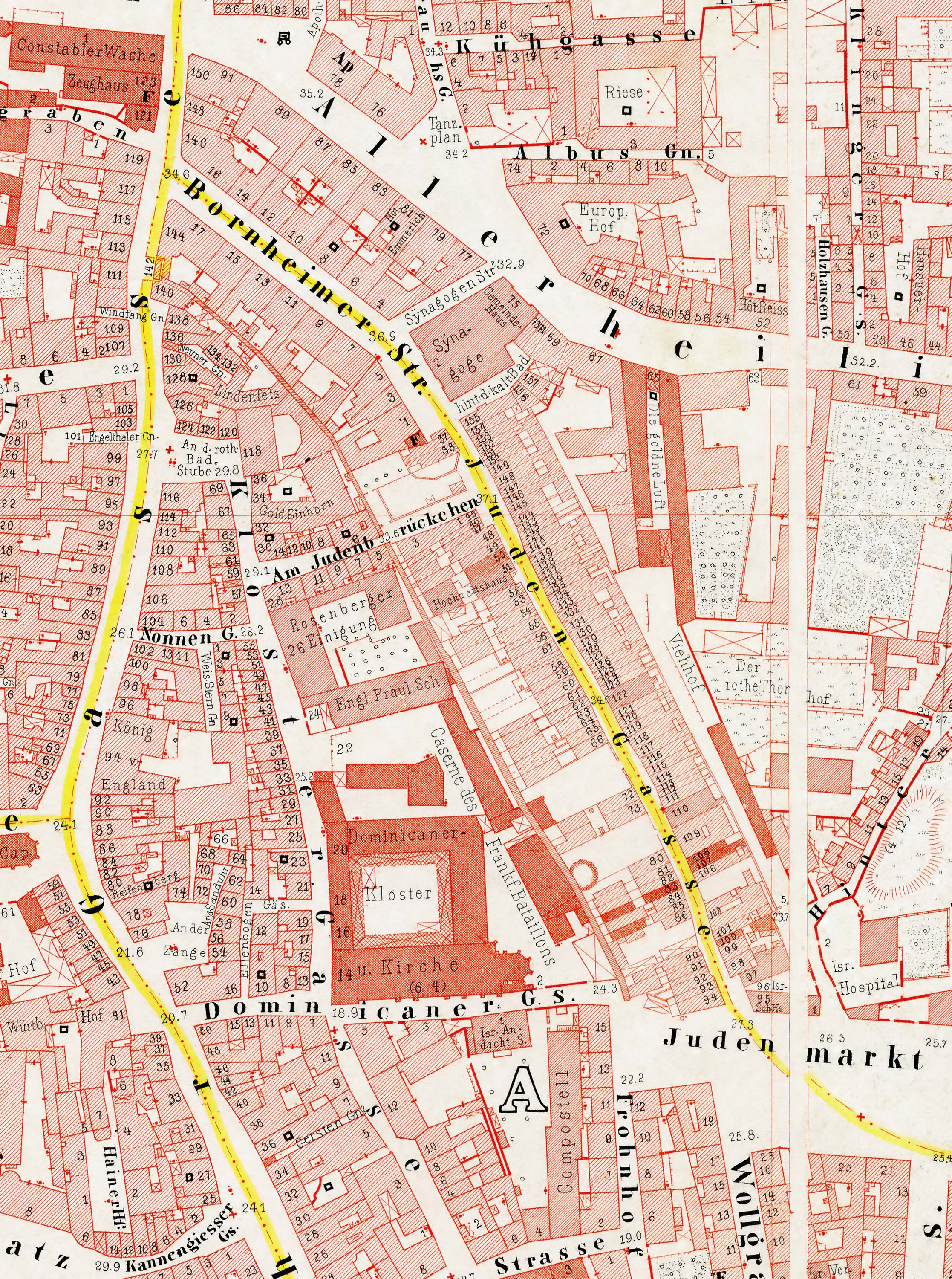
Die Hauptsynagoge auf dem Ravensteinplan (1861): am südlichen Ende der Bornheimer Straße

Die Hauptsynagoge wurde auf demselben Grundstück errichtet wie ihre Vorgängerbauten in der Judengasse. Das nördliche Drittel der Judengasse war bei dem Brand im Juli 1796 zerstört worden. Dieser Abschnitt der Judengasse wurde durch eine breitere Straße ersetzt, die Bornheimer Straße; die verbleibende Judengasse war nun deren südliche Fortsetzung. Die Hauptsynagoge stand am südlichen Ende der Bornheimer Straße auf deren Ostseite (siehe Bild rechts).
1885 wurde der ältere Teil der Judengasse, der ebenfalls durch eine breitere Straße ersetzt wurde, samt der Bornheimer Straße in Börnestraße umbenannt. Die Synagoge war seitdem die „Hauptsynagoge in der Börnestraße“.

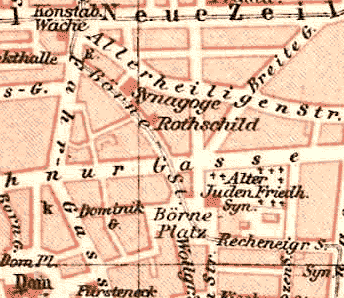
Der seit 1885 gültige Straßenname Börnestraße in einem Stadtplan von 1893

An ihrer Rückseite grenzte die Synagoge an die Allerheiligenstraße. Da die beiden Straßen nicht genau parallel verliefen, war die Rückfront der Synagoge um etwa 15 Grad gegenüber der Längsachse verdreht. An der Nordseite der Synagoge verlief die schmale Synagogenstraße, an der Südseite die Sackgasse Hinter dem kalten Bad.

## Architektur

Grundriss der Synagoge, um 1880. Unten die Front an der Bornheimer Straße (ab 1885 Börnestraße).

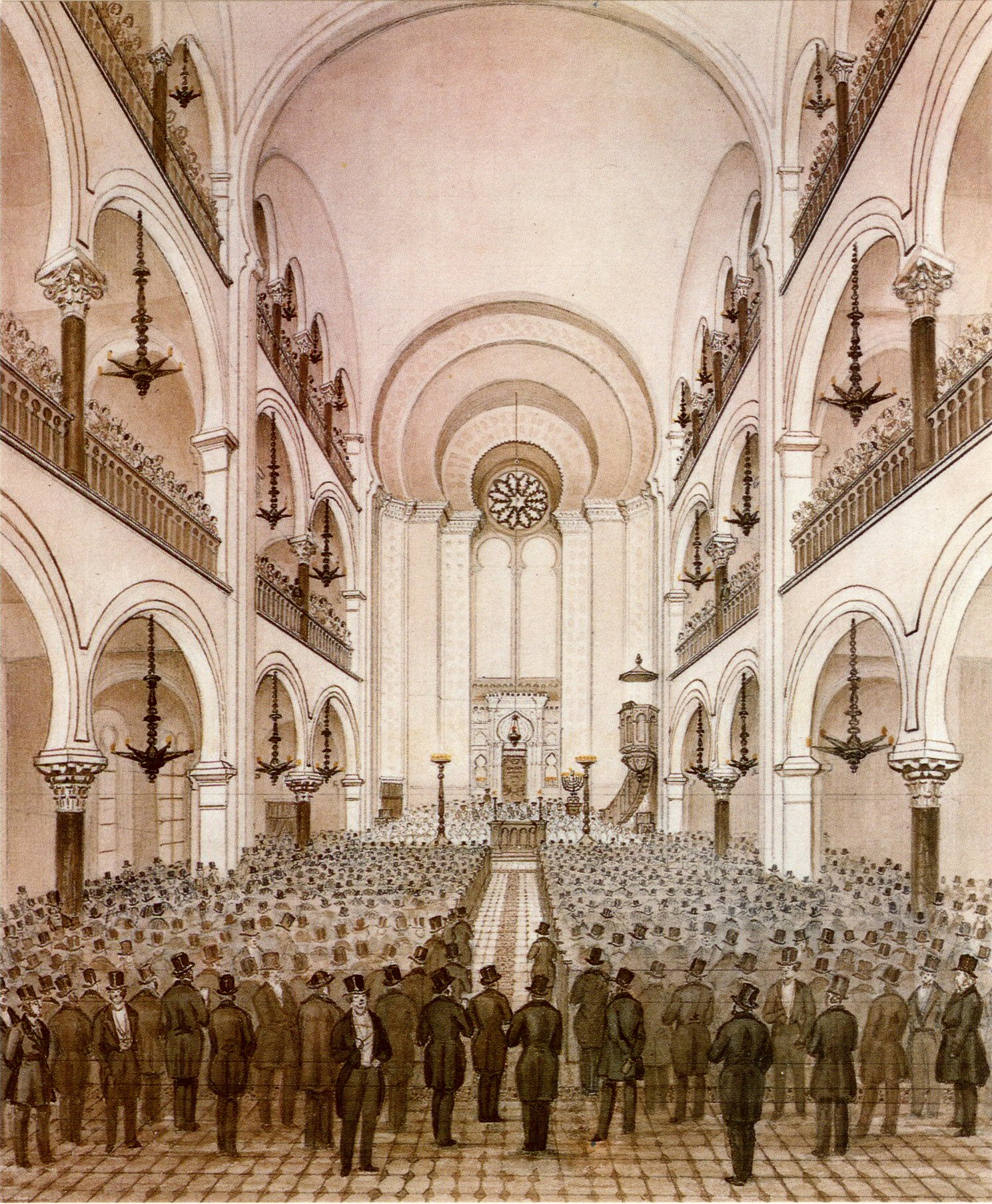
Einweihung der Hauptsynagoge am 23. März 1860, im Hintergrund Toraschrein, Bima und Kanzel (Chromolithografie)

Erbauer der 1855 bis 1860 errichteten Hauptsynagoge war der Frankfurter Architekt Johann Georg Kayser (1817 bis 1875). Er war ein Schüler Friedrich Maximilian Hessemers und Friedrich Zieblands und wirkte seit 1844 als Lehrer für Baukunst an der Gewerbe- und Sonntagsschule.
Der repräsentative Neubau aus rotem Mainsandstein entsprach dem historisierenden Geist jener Zeit. Er griff gotische, maurische und byzantinische Stilelemente auf (vgl. Orientalisierende Architektur). Beispielsweise waren die Kapitelle der Säulen mit den Pflanzenkapitellen in der Kathedralmoschee von Córdoba zu vergleichen.

### Außenansicht
Die zur Börnestraße gelegene Hauptfront war 24,50 Meter breit, das Gebäude 26,50 Meter lang. Die Westfassade bestand aus einem Mitteltrakt und zwei viergeschossigen, turmähnlichen und überkuppelten Baukörpern, die den Mitteltrakt flankierten. Die Fassade des Mitteltrakts bestand aus einem kleineren Haupteingang im Untergeschoss, einem mächtigen gotischen langen Maßwerkfenster mit gedrückten Kielbogen im Obergeschoss und einem Treppengiebel als oberen Fassadenabschluss. Die Übereinanderstaffelung von Portal und Fenster war eine Reminiszenz an die englische neogotische Kirchenarchitektur, während der Treppengiebel aus der spätgotischen Profanarchitektur abstammte und das Maßwerk des Fensters islamische Hufeisenbögen zeigte, die sich oberhalb der dünnen Maßwerkstäbe befanden, die das Fenster unterteilten.
Die beiden Türme überragten den Mittelteil der Fassade nur wenig, wodurch der Eindruck einer Zweiturmfassade und eine Ähnlichkeit mit dem Kirchenbau gemindert wurde. Der Abschluss mit einer geschwungenen Zwiebelkuppel, mit Küppelchen an den Ecken, erinnerte an die verspielten Minarettabschlüsse der Mamelucken-Zeit in Kairo, etwa an das Minarett der Sultan-Hassan-Moschee, der Madrasa und des Grabbaues des Sultan Qalawun oder des Sultan Kait-Bay.
Im rückwärtigen Gebäudeteil entlang der Allerheiligengasse befanden sich unter anderem ein kleiner Versammlungssaal und ein Archiv.

### Hufeisenbogen
Die Innenarchitektur der Frankfurter Synagoge war durch den Hufeisenbogen bestimmt und dadurch orientalisch. Die Hufeisenform zeigte sich an allen Bögen, wie den Arkadenbögen im Untergeschoss und auf den Emporen im ersten und zweiten Obergeschoss. Weiterhin fand man sie sowohl an den Gurtbögen als auch an dem dreifachen sich verengenden Gewölbebogen, der im Osten das zweigeteilte hufeisenbogige Blend-Fenster mit der großen Rosette umschloss. Schließlich war der Hufeisenbogen noch an dem dreiteiligen Toraschrein und an dem Blendarkadenfries an der mittleren Schranke und an der Kanzel zu finden.

### Innenausstattung
Die Innenausstattung entsprach den liturgischen Besonderheiten der Reformbewegung. So gab es beispielsweise eine Kanzel und eine Orgel. Im Hauptschiff und den beiden Seitenschiffen der Synagoge gab es 514 Sitzplätze, die den Männern vorbehalten waren. Auf den Galerien über den Seitenschiffen befanden sich die insgesamt 506 Sitzplätze der Frauen.

## Geschichte

### Vorgängerbauten

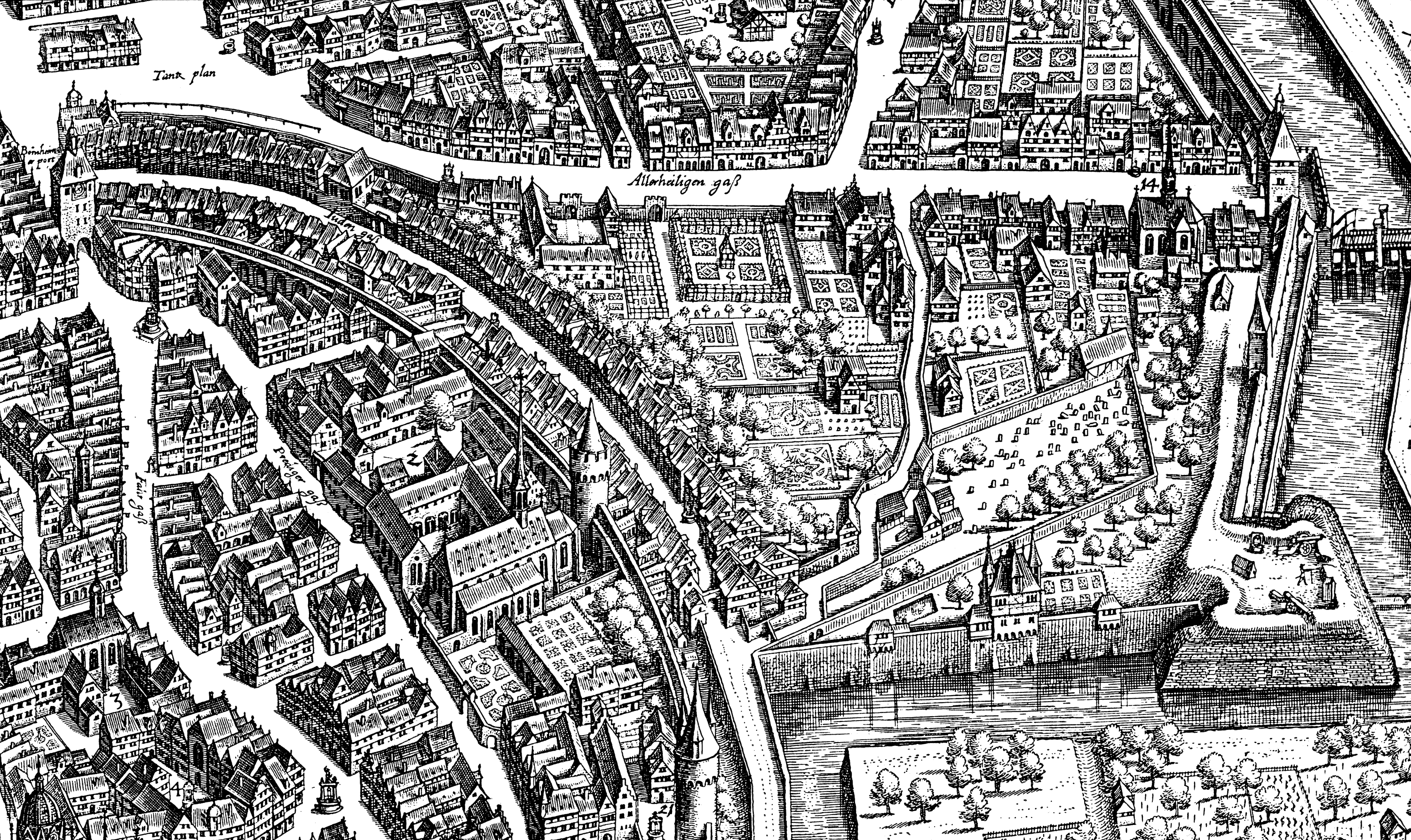
Die bogenförmige Judengasse auf einem Kupferstich von Matthäus Merian, 1628. Oberhalb des Schriftzugs Judengaß die Synagoge.

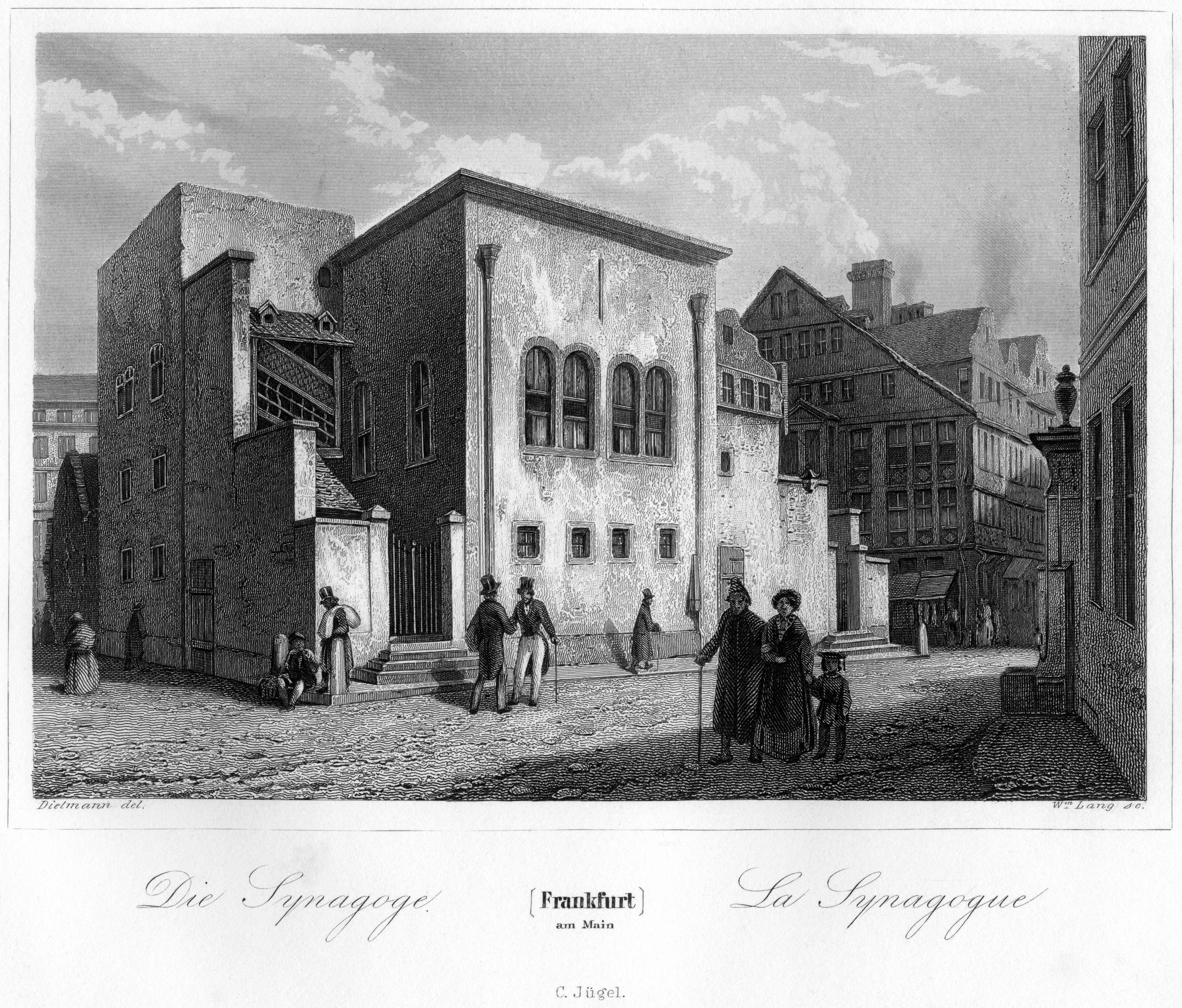
Die zweite Synagoge von 1711. Stahlstich von Wilhelm Lang nach Vorlage von Jakob Fürchtegott Dielmann (1845).

Die älteste Synagoge der Frankfurter Judengasse, die sogenannte Altschul, entstand als eines der ersten Gebäude kurz nach der Einrichtung dieses Ghettos im Jahr 1462. Infolge des Wachstums der jüdischen Gemeinde wurde sie im Laufe der Jahre mehrfach erweitert. Beim sogenannten Großen Judenbrand vom 14. Januar 1711 brannte auch die Synagoge nieder.
Die Synagoge wurde als eines der ersten Gebäude noch im selben Jahr wiedererrichtet. Dieser zweite Bau blieb auch nach der Aufhebung des Ghettozwangs 1796 geistliches Zentrum der Frankfurter Juden.

### Spaltung der Gemeinde
Im 19. Jahrhundert wuchsen die Spannungen zwischen den orthodoxen Juden Frankfurts und den Anhängern des Reformjudentums unter Rabbiner Abraham Geiger. 1844 berief der Gemeindevorstand den Rabbiner Leopold Stein nach Frankfurt, einen gemäßigten Vertreter des Reformflügels. Die Berufung spaltete die Gemeinde, da der amtierende Oberrabbiner Salomon Abraham Trier ein entschiedener Gegner Steins war. 1851 trennte sich die Orthodoxe Vereinigung unter Führung des Rabbiners Samson Raphael Hirsch von der Israelitischen Gemeinde, in der neben dem liberalen weiterhin auch ein orthodoxer Flügel verblieb.
Leopold Stein betrieb maßgeblich den seit langem geplanten Abriss der alten Synagoge in der ehemaligen Judengasse und die Errichtung eines repräsentativen Neubaus an gleicher Stelle. Der Bau verzögerte sich jedoch, da Baron Amschel Mayer Rothschild aus Verärgerung über Steins Anstellung seine Finanzierungszusage zurückgezogen hatte. 1854 erreichte Stein dennoch sein Ziel: Die alte Synagoge wurde abgerissen.

### Die neue Hauptsynagoge
1855 begann der Neubau der Hauptsynagoge. Die Festrede bei der Einweihung am 23. März 1860 hielt der Rabbiner Stein in Anwesenheit der beiden Bürgermeister und des Senats der Freien Stadt Frankfurt. Darin betonte er, dass die neue Synagoge ein Symbol für die Verbundenheit der israelitischen Gemeinde mit der alten Religion und die Zugehörigkeit zur deutschen Nation sei. Aufgrund dieser Rede kam es zu einem Eklat im Gemeindevorstand, der zwei Jahre später zum Rücktritt Steins von seinem Rabbineramt führte.
1864 erhielten die Frankfurter Juden die bürgerliche Gleichberechtigung.
Der 1903 nach Frankfurt berufene Rabbiner Caesar Seligmann wurde zum Führer der religiösliberalen Strömung in Deutschland. Er schuf ein neues Reformgebetbuch für die Frankfurter Israelitische Gemeinde und auf dieser Grundlage ein Einheitsgebetbuch für den liberalen deutschjüdischen Kultus. Er gründete die Zeitschrift Liberales Judentum und war maßgeblich an der liberaljüdischen Einigung in Deutschland beteiligt.

### Zerstörung
In der Nacht vom 9. auf den 10. November 1938 wurde die Hauptsynagoge von marodierenden SA-Trupps in Brand gesetzt. Der letzte Oberkantor und Rabbinatsverweser, Nathan Saretzki, drang in die brennende Synagoge ein und rettete historisch wertvolle liturgische Kompositionen, die er anschließend im Philanthropin sicherte. Die alarmierte Feuerwehr kam rasch an den Brandort, unternahm aber nichts, um das Feuer zu löschen. Das Gebäude brannte bis auf die Außenmauern nieder.
In derselben Nacht wurden auch die 1882 erbaute Börneplatzsynagoge, die 1907 erbaute orthodoxe Synagoge an der Friedberger Anlage und die 1910 erbaute Westendsynagoge in Brand gesetzt. Im Januar 1939 beauftragte die Stadt einen Bauunternehmer mit dem Abbruch der Ruinen der Hauptsynagoge und der nahegelegenen Börneplatzsynagoge. Aus den noch verwendbaren Steinen baute man eine 165 Meter lange Mauer entlang der Eckenheimer Landstraße, um die wenige Jahre zuvor angelegten Erweiterungsflächen des Hauptfriedhofs einzufrieden.
Am 1. April 1939 nötigte der nationalsozialistische Oberbürgermeister Friedrich Krebs die israelitische Gemeinde zur Unterschrift unter den sogenannten Judenvertrag. Darin trat die Gemeinde alle ihre Liegenschaften, auch das Grundstück der bereits abgetragenen Hauptsynagoge, gegen eine geringe Entschädigung an die Stadt ab.
Als einzige Frankfurter Synagoge überstand die Westendsynagoge die Zeit des Nationalsozialismus und den Zweiten Weltkrieg.

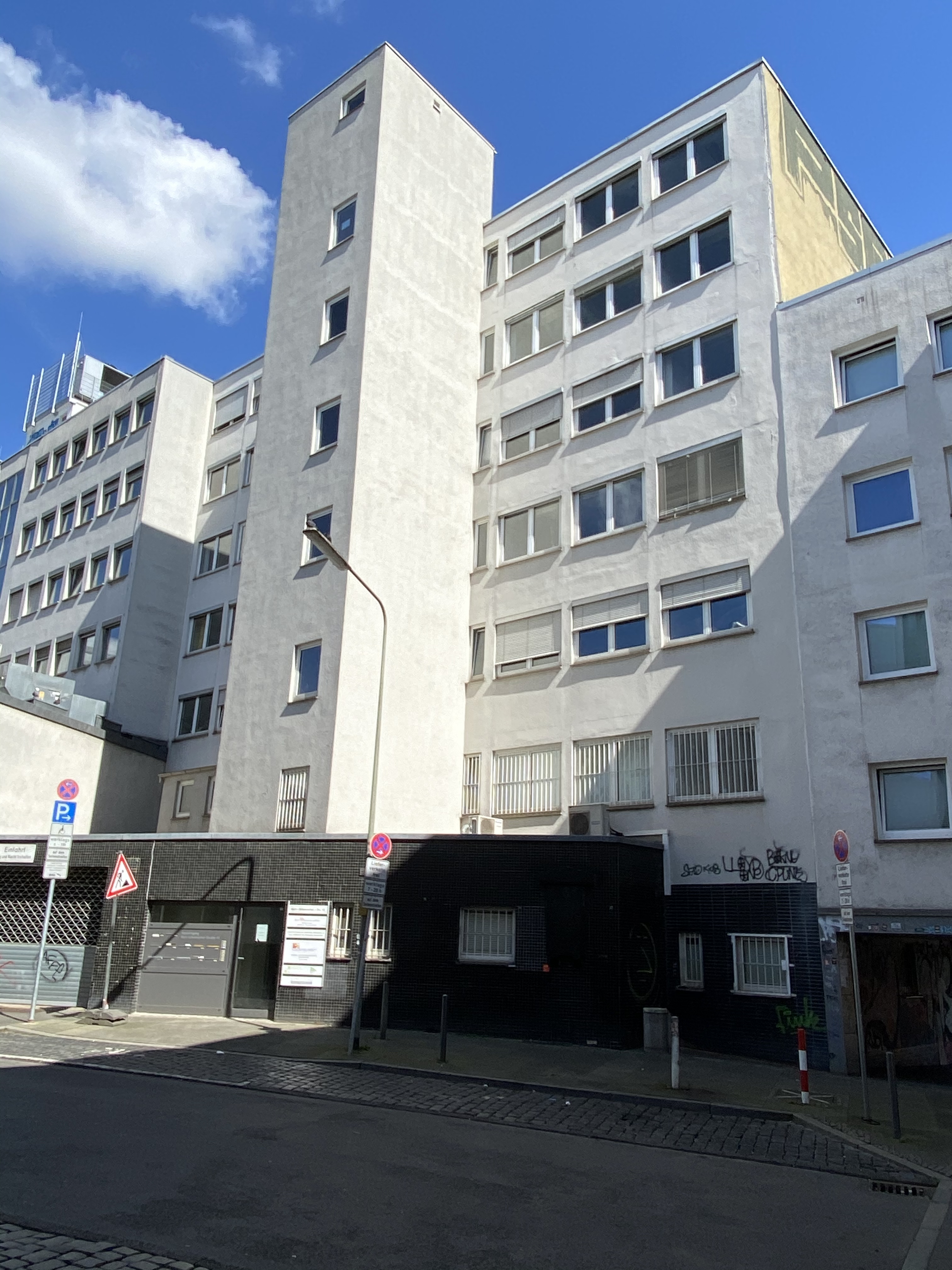
Heutige Gebäude am ehemaligen Standort der Hauptsynagoge

### Heutige Umgebung
1944 wurde die Frankfurter Altstadt in mehreren schweren Bombenangriffen weitgehend zerstört. Auch die Umgebung der ehemaligen Hauptsynagoge brannte dabei vollkommen aus. Beim Wiederaufbau in den fünfziger Jahren verschwand die frühere Börnestraße unter einem Straßendurchbruch. Die breite Kurt-Schumacher-Straße schneidet den ehemaligen Verlauf der Judengasse in spitzem Winkel und überdeckt dadurch einen großen Teil des früheren Ghettobezirks. Die Hauptsynagoge befand sich 50 Meter westlich von der Stelle, wo heute die Allerheiligenstraße in die Kurt-Schumacher-Straße einmündet.
An die Synagoge erinnert heute noch eine 1946 errichtete Gedenktafel aus Granit an der rückwärtigen Fassade des Hauses Kurt-Schumacher-Straße 41. Sie trägt – in Deutsch und Englisch – die Aufschrift: „Hier stand die Hauptsynagoge Börnestrasse welche von Nazi-Verbrechern am 9. November 1938 zerstört wurde“.
Zusätzlich wurde in der Passage zwischen Kurt-Schumacher-Straße und der Straße "An der Staufenmauer" eine große Informationswand zur ehemaligen Judengasse und der Hauptsynagoge angebracht. Dort sind Abbildungen der Synagoge zu sehen. 